# Menhir La Pierre au Diable

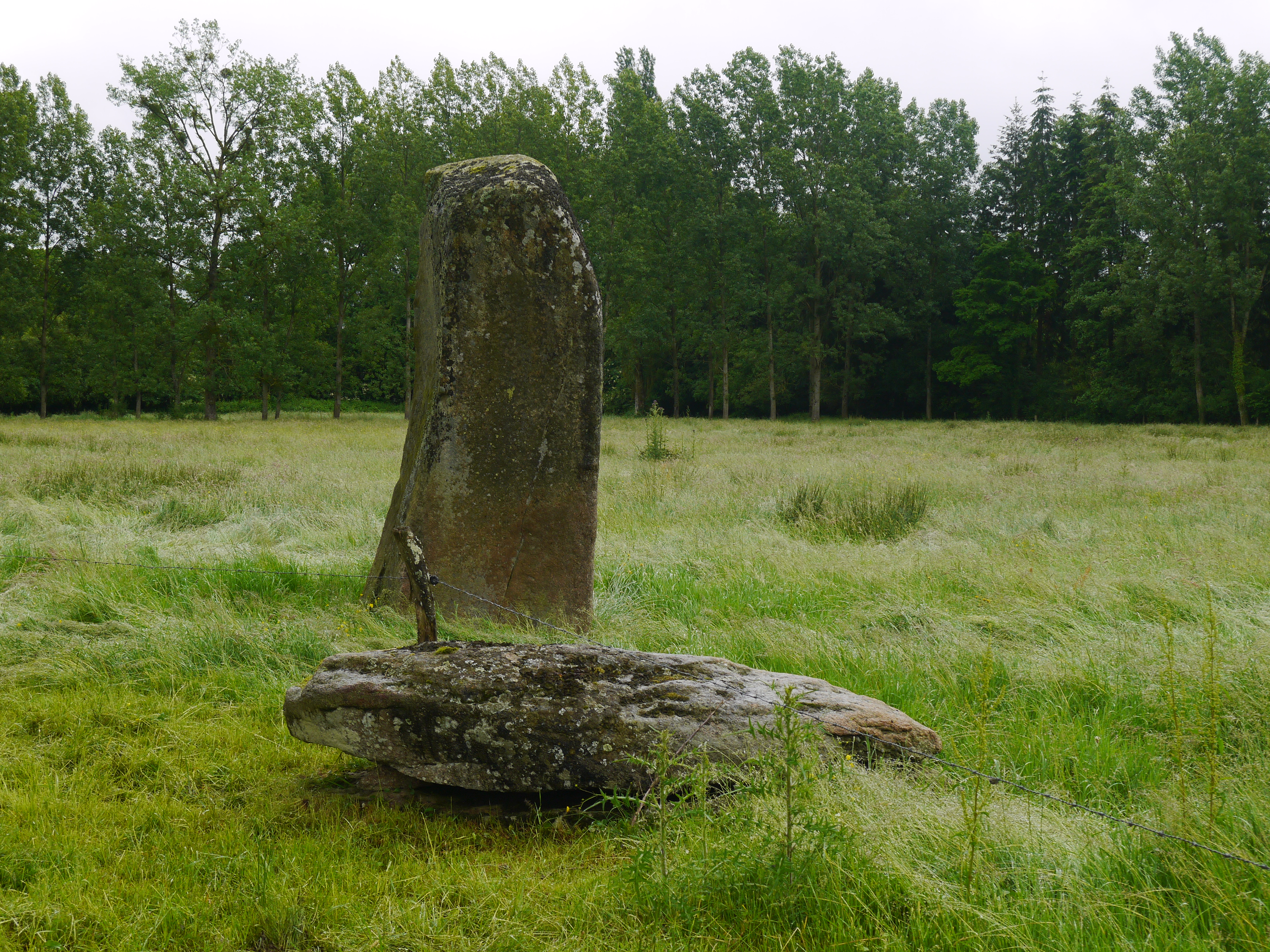
La Pierre au Diable

Der Menhir La Pierre au Diable (auch Menhir von La Moussadière genannt) liegt westlich von Saint-Pierre-des-Nids, nördlich von Gesvres bei Alençon im Osten des Département Mayenne in Frankreich.
Der vier Meter hohe Menhir aus Granit liegt zwischen Gruppen von Steinen, die möglicherweise zu einer ruinierten Allée couverte und einem Dolmen gehören und ist neben dem Menhir de la Hune von Bazougers bei Laval (etwa 5,6 m hoch und abgebrochen) einer der höchsten im Mayenne.
Ein etwa gleichnamiger Menhir ist der rund drei Meter hohe Menhir Roche au Diable bei Sougeal im Département Ille-et-Vilaine.